# Tillandsia turneri
Tillandsia turneri é uma espécie vegetal pertencente à família Bromeliaceae, endêmica da região do Monte Roraima.